# Garaeus conspicienda
Garaeus conspicienda là một loài bướm đêm trong họ Geometridae.